# Os bru de l'Atles
L'os bru de l'Atles (Ursus arctos crowtheri) és una subespècie extinta de l'os bru (Ursus arctos). Va habitar a les muntanyes de l'Atles, al Nord d'Àfrica. Es va extingir a la segona meitat del segle xix a causa de la intensiva acció de l'home al llarg dels segles.

## Descripció
D'acord amb descripcions realitzades en els segles xviii i xix, l'os de l'Atles era robust, però de mida petita en comparació amb altres osos bruns (similar a un os negre americà). Tenia el rostre curt i presentava un pelatge negre o marró amb la pell del ventre de color taronja vermellós. L'os de l'Atles en ocasions s'ha arribat a considerar com una espècie a part (Ursus crowtheri), però la falta d'exemplars conservats per al seu estudi impideix la comprovació d'aquesta proposta.

## Migració
Es creia que l'os de l'Atles hauria arribat al continent africà procedent de l'Orient Pròxim durant el Plistocè, en el mateix procés migratori que altres espècies quadrúpedes com el cérvol de l'Atles (Cervus elaphus barbarus), la hiena ratllada (Hyaena hyaena) o l'íbex de Núbia (Capra nubica). Però les anàlisis filogeogràfiques han descartat aquesta hipòtesi, donat que les evidències indiquen que és molt més plausible que arribés procedent de la península Ibèrica Per tant, l'os de l'Atles estaria més emparentat amb l'os bru cantàbric que no pas amb l'os bru del Caucas.
S'estima que arribà a l'Àfrica entre 1.600 i 8.000 anys enrere (fa 3.200 anys, de mitjana). S'especulava també que aquest os hagués estat introduït pels romans, el qual seria congruent amb la datació anterior. Tanmateix, la documentació històrica apunta que molts d'aquests ossos foren conduïts a Roma per a participar en espectacles al colosseu, el qual hauria suposat precisament l'inici del declivi d'aquesta població.

## Alimentació
Hom pensa que s'alimentava d'arrels, glans i d'altres fruits. Per bé que al tractar-se d'una varietat d'os bru, és probable que seguís una dieta omnívora on no hi faltarien petits vertebrats, ous i carronya.

## Distribució geogràfica i habitat
Era l'únic os autòcton d'Àfrica i ocupava la Serralada de l'Atles i àrees adjacents des del Marroc fins a Líbia.

## Extinció

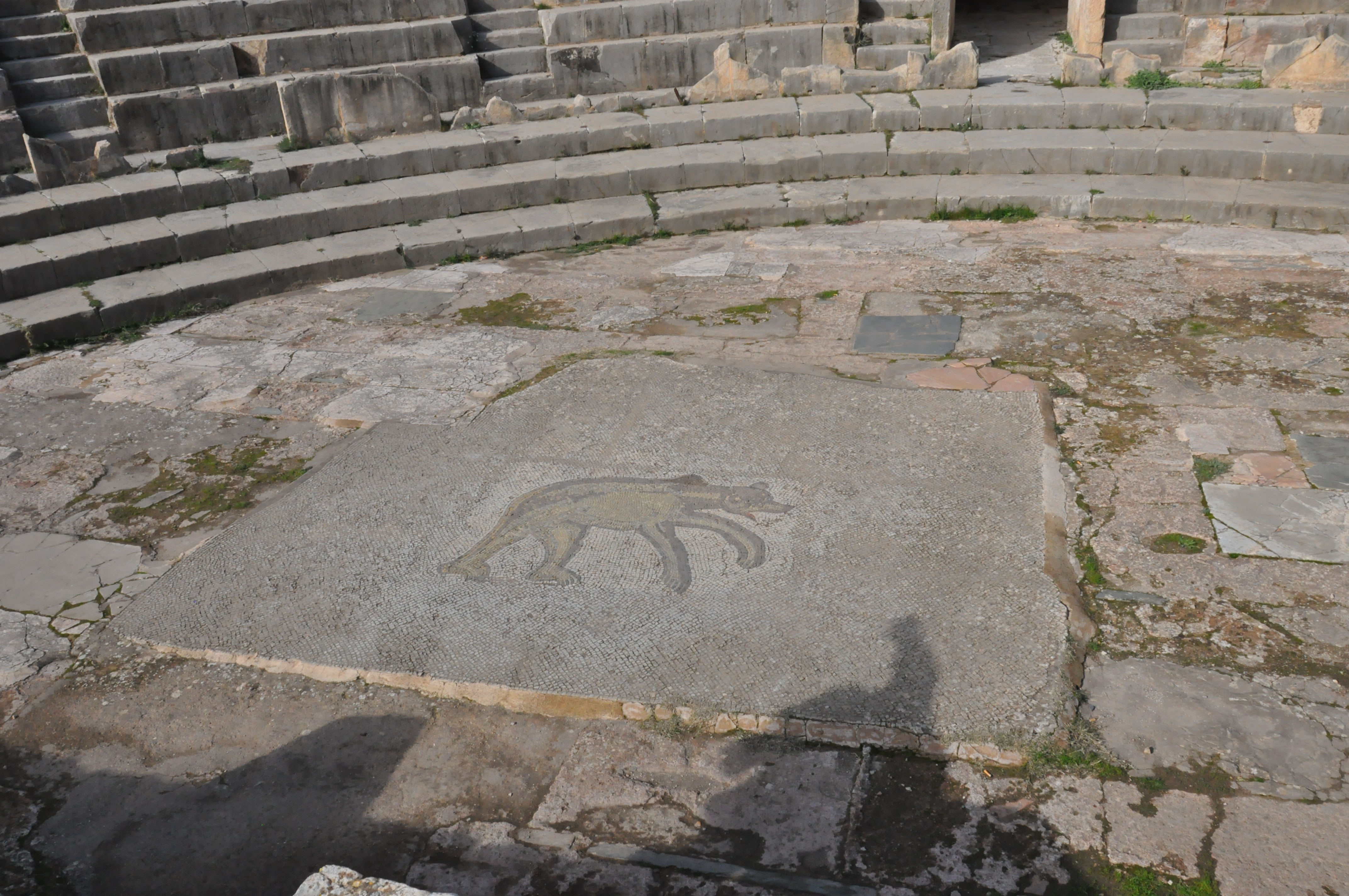
Mosaic amb un os al teatre de Bul·la Règia (Tuníssia).

En temps de l'Imperi Romà, aquest os se cita en fonts documentals com abundant a la serralada de l'Atles, que en aquesta època estava coberta en el seu major part per boscos de pins. També es troba representat en mosaics romans d'aquella època trobats en la zona. Milers d'exemplars d'aquesta subespècie foren caçats intensivament o enviats al Colosseu de Roma, igual que altres espècies, per ser-hi sacrificats en espectacles de masses, com els combats entre diversos animals o contra gladiadors (venatio) o per a ser emprats en l'execució de criminals (Damnatio ad bestias). Més tard, els boscos que constituïen el seu hàbitat foren arrasats per obtenir material de construcció i pastures per al bestiar.
L'os de l'Atles es va extingir poc després que es desenvolupessin les armes de foc modernes. La caça excessiva i la destrucció del seu hàbitat natural ja haurien reduït considerablement el nombre d'aquests animals al segle xviii, quan es descriuen científicament per primera vegada. Se sap que cap al 1830, el rei del Marroc posseïa un os de l'Atles en captivitat i que un altre exemplar va ser regalat poc després al jardí zoològic de Marsella. Aquest exemplar va servir com a «tipus» per estudiar la subespècie a partir de 1840 i donar-li nom el 1844. La pressió dels col·leccionistes dels zoològics també pot haver contribuït al seu declivi, ja que els animals es van mantenir separats els uns dels altres i no es van poder reproduir ni prosperar. El darrer informe sobre els ossos de l'Atles data de 1867, indicant la seva presència a prop d'Edough, a la frontera entre el Marroc i Algèria. És probable que aquest últim nucli de població no sobrevisqués al segle xix.